# USS Jeremiah Denton
L'USS Jeremiah Denton (DDG-129) est un destroyer lance-missiles Aegis de classe Arleigh Burke (Flight III) de l’United States Navy, la quatrième variante du Flight III. Il a été nommé en l’honneur de l’ancien sénateur américain de l’Alabama et contre-amiral à la retraite Jeremiah Denton, ancien combattant de la guerre du Viêt Nam et prisonnier de guerre, récipiendaire de la Navy Cross.

## Historique
L'USS Jeremiah Denton a été lancé le 26 mars 2025,,,.